# Victor Mottez
Victor-Louis Mottez (Lille, 13 de fevereiro de 1809 - Bièvres, 7 de junho de 1897), foi um pintor francês.

## Biografia
Victor nasceu na cidade de Lille, em 1809. Seu pai também foi pintor. Enviado por alguns anos no internato de Paris, Victor ficou marcado devido ao mau estado dos negócios de seu pai e seus estudos foram encurtados. Frequentou aulas na Escola de Artes de Lille e trabalhou sob a direção de seu pai ou seus professores-pintores, como Édouard Liénard, ex-aluno de Jacques-Louis David. Ele retornaria a Paris em 1828-9 para entrar na Escola de Belas Artes e estudou primeiro sob a direção de François-Édouard Picot e depois como aluno livre de Dominique Ingres.
A Revolução de 1830 foi experimentada como uma catástrofe por esta família muito religiosa, muito dedicada aos Bourbons, e Victor Mottez foi novamente chamado a Lille por seu pai. Casado pouco depois, ele fez muitas viagens, incluindo a mais longa e mais importante na Itália, da qual ele considerava os grandes pintores como mestres absolutos. Foi em Roma que ele conheceu Ingres, que o amava muito, e muitas vezes o aconselhou. Foi neste período que ele criou as obras "Cristo no túmulo" (hoje na Igreja de Santa Catarina de Lille) e "O Martírio de Santo Estevão" (na Igreja de São Estevão de Lille).
Foi durante esta jornada na Itália que se tornou apaixonado pela arte do afresco e, depois de ter executado um retrato de sua esposa, Julie, mostrou a Ingres, que tirou o quadro da parede. Mais tarde, o quadro foi dado ao Louvre pelos dois filhos do artista.
Voltando à França em 1838, ele se instalou em Paris. Ele exibiu sua arte nos salões, e especialmente se voltou cada vez mais para um gênero negligenciado: afrescos, especialmente religiosos. Ele traduziu o "Il Libro dell'arte", Tratado das Artes, de Cennino Cennini, pintor florentino do século XIV, e manteve suas técnicas originais. Suas obras para igrejas (na Igreja Saint-Germain-l'Ouxerrois na década de 1840 e em Saint-Séverin na década de 1850) são as mais notáveis, admiradas por Ingres e Delacroix; Mas, devido à hostilidade de parte do clero, dos materiais miseráveis das paredes e da situação econômica, as obras não aguentaram com o tempo (quase todas já se deterioraram no século XIX).
Nesses mesmos anos, frequentou o Salão de Bertin, ao lado dos maiores escritores e artistas (há um esboço de um retrato de Victor Hugo). Ele fez dois afrescos para este show, que foram destruídos em 1854. Após a revolução francesa de 1848, Victor Mottez foi para a Inglaterra, onde fez numerosos retratos de nobres e personalidades britânicas, além do ministro exilado François Guizot. Voltando à França em 1853, trabalhou mais tarde na igreja de Saint-Sulpice no início da década de 1860 com Delacroix, onde seus estilos opostos mostraram impressionantemente a luta das visões clássicas e românticas. Maurice Denis considerou esses afrescos de Saint-Sulpice como "inesquecíveis".
Ele passou toda a sua carreira como um excelente retratista, o que fez essencialmente durante seus últimos anos de atividade. Ele também foi premiado com vitrais na igreja de Saint-Maurice em Lille.
Victor Mottez se casou três vezes, primeiro com Julie Odevaere, parente de um pintor e cuja mãe vem de uma família de artistas belgas. Ela é conhecida por retratos que a representam na mina de petróleo ou chumbo conhecida como "Mme. Mottez" por Ingres e Chassériau, pelo afresco feito na Itália preservado no Museu do Louvre e por vários retratos de óleo que os filhos do artista depositaram no Petit Palais e no Palais des Beaux-Arts de Lille. O segundo casamento de Mottez ocorreu na Inglaterra com Georgiana Page, da qual nasceu um filho, o pintor Henry Mottez, que morreu sem descendentes. A terceira esposa de Mottez deu-lhe outro filho, o Contra-almirante Jean Mottez (1866-1942), que era diretor pessoal militar da frota, comandante das escolas do Mediterrâneo e vice-chefe de gabinete da marinha. É do almirante Mottez que nascem muitos descendentes do pintor.

## Galeria

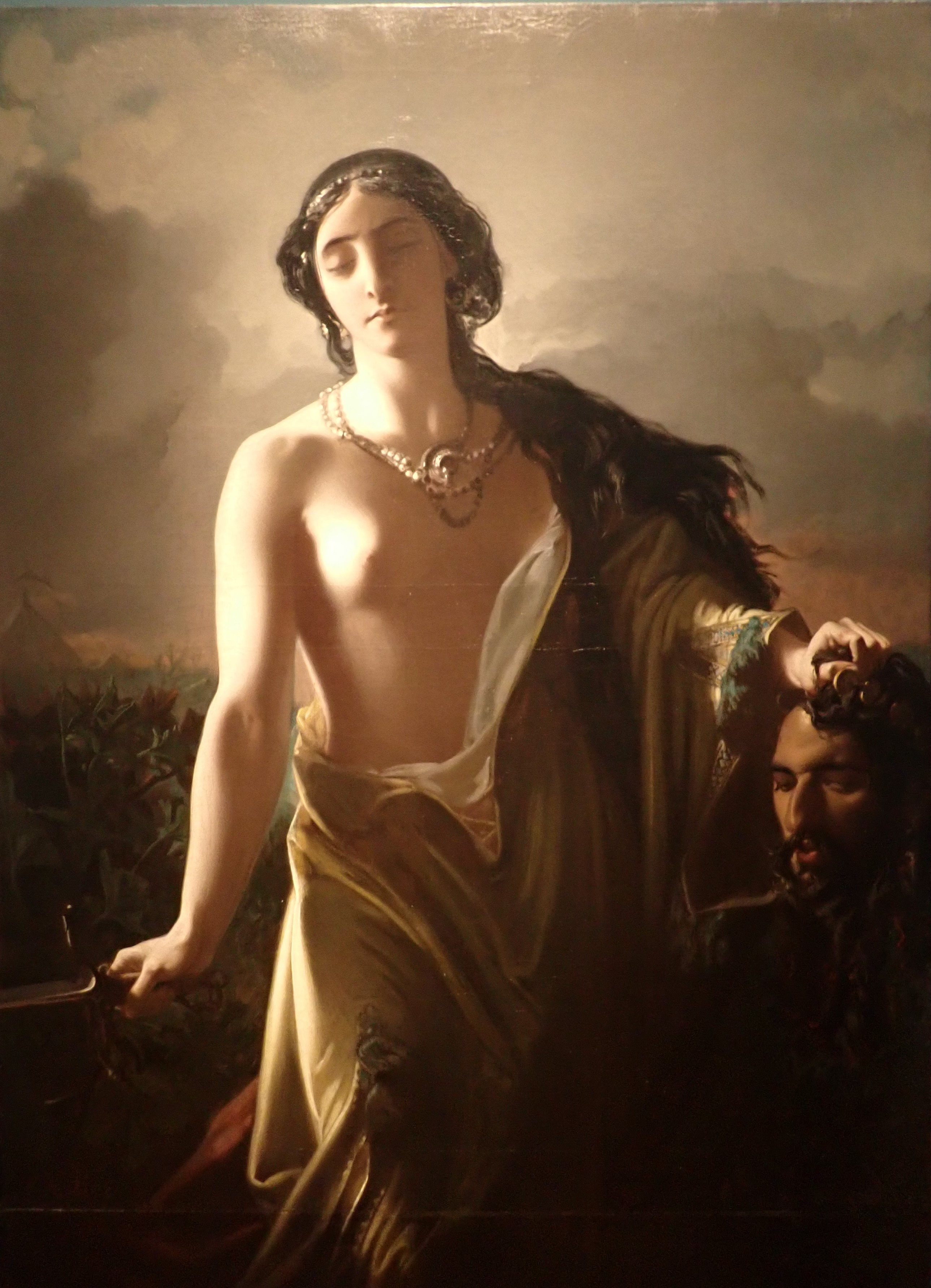
Judith com a cabeça de Holofernes, 1852, Museu de Belas-Artes do Reno
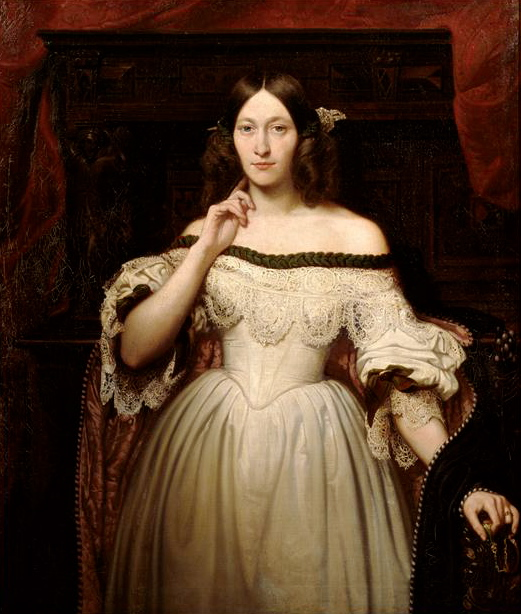
Julie Mottez,, 1834
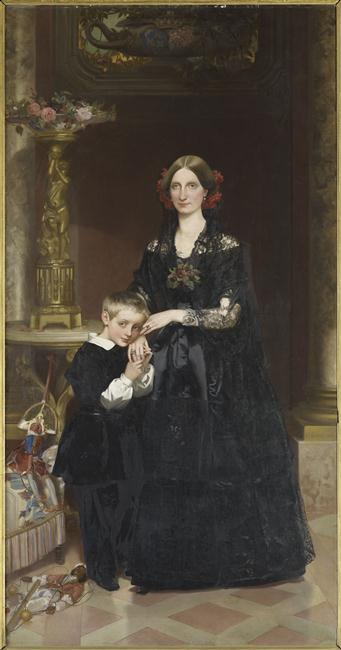
Retrato da Duquesa de Aumale e seu filho, 1851
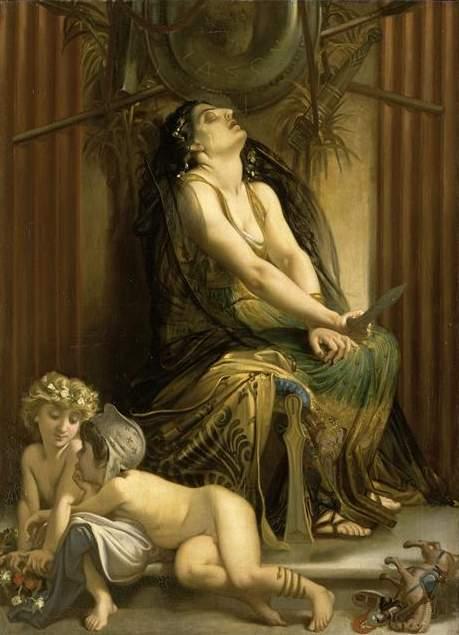
Médée, óleo sobre tela, 1865
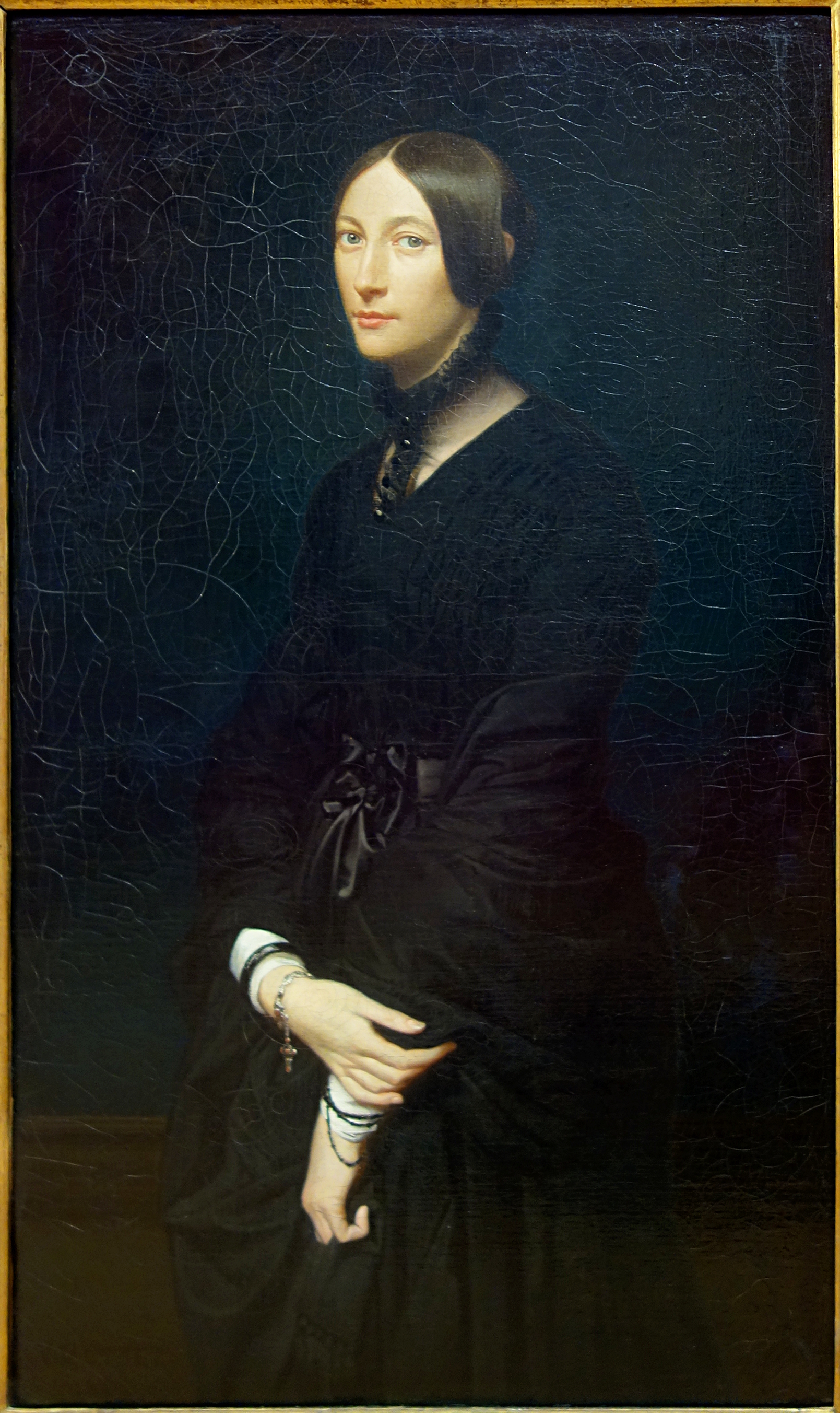
Julie Mottez, óleo sobre tela, 1842